# Championnats du monde de duathlon 1994
Navigation
Édition précédente Édition suivante
Les Championnats du monde de duathlon 1994 présentent les résultats des championnats mondiaux de duathlon en 1994 organisés par la fédération internationale de triathlon.
Ces 5e championnats se sont déroulés à Hobart en Australie.

## Résultats

### Élite
Distances parcourues
| Distances course (kilomètres) | Distances course (kilomètres) | Distances course (kilomètres) |
| Course à pied                 | Cyclisme                      | Course à pied                 |
| ----------------------------- | ----------------------------- | ----------------------------- |
| 10                            | 40                            | 10                            |

| Rang               | Athlète         | Pays      | Temps           |
| ------------------ | --------------- | --------- | --------------- |
| Médaille d'or      | Norman Stadler  | Allemagne | 1 h 48 min 29 s |
| Médaille d'argent  | Urs Dellsperger | Suisse    | 1 h 50 min 50 s |
| Médaille de bronze | Andrew Noble    | Australie | 1 h 50 min 32 s |

| Rang               | Athlète          | Pays      | Temps           |
| ------------------ | ---------------- | --------- | --------------- |
| Médaille d'or      | Irma Heeren      | Pays-Bas  | 2 h 03 min 00 s |
| Médaille d'argent  | Natascha Badmann | Suisse    | 2 h 04 min 37 s |
| Médaille de bronze | Jackie Gallagher | Australie | 2 h 07 min 15 s |

### Junior
Distances parcourues
| Distances course (kilomètres) | Distances course (kilomètres) | Distances course (kilomètres) |
| Course à pied                 | Cyclisme                      | Course à pied                 |
| ----------------------------- | ----------------------------- | ----------------------------- |
| 10                            | 40                            | 5                             |

| Rang               | Athlète          | Pays        | Temps |
| ------------------ | ---------------- | ----------- | ----- |
| Médaille d'or      | Alexandre Manzan | Brésil      |       |
| Médaille d'argent  | Richard Allen    | Royaume-Uni |       |
| Médaille de bronze | Lee Mounster     | Australie   |       |

| Rang               | Athlète           | Pays      | Temps |
| ------------------ | ----------------- | --------- | ----- |
| Médaille d'or      | Kristine Chambers | Canada    |       |
| Médaille d'argent  | Francisca Gissler | Suisse    |       |
| Médaille de bronze | Kate Guthrie      | Australie |       |

## Tableau des médailles
| Rang  | Nation      | Or | Argent | Bronze | Total |
| ----- | ----------- | -- | ------ | ------ | ----- |
| 1     | Allemagne   | 1  | 0      | 0      | 1     |
| -     | Brésil      | 1  | 0      | 0      | 1     |
| -     | Canada      | 1  | 0      | 0      | 1     |
| -     | Pays-Bas    | 1  | 0      | 0      | 1     |
| 5     | Suisse      | 0  | 3      | 0      | 3     |
| 6     | Royaume-Uni | 0  | 1      | 0      | 1     |
| 7     | Australie   | 0  | 0      | 4      | 4     |
| Total | Total       | 4  | 4      | 4      | 12    |